# Zethes nagadeboides
Zethes nagadeboides là một loài bướm đêm trong họ Erebidae.